# Квинт Помпей (консул 141 пр.н.е.)
Вижте пояснителната страница за други личности с името Квинт Помпей.
Квинт Помпей (на латински: Quintus Pompeius) e политик, оратор и военен на Римската република през 2 век пр.н.е.

## Биография
Той e homo novus, и е син на Авъл Помпей, който имал професията свирач на флейта.
През 141 пр.н.е. e избран за консул заедно с Гней Сервилий Цепион и получава провинция Испания. През 131 пр.н.е. той e цензор. Колега му е Квинт Цецилий Метел Македоник. За пръв път в римската история и двамата цензори са плебеи.
Помпей се жени късно и има най-малко един син и една дъщеря Помпея.